# Hyperchiria orodina
Hyperchiria orodina är en fjärilsart som beskrevs av William Schaus 1906. Hyperchiria orodina ingår i släktet Hyperchiria och familjen påfågelsspinnare. Inga underarter finns listade i Catalogue of Life.